# Johan Ottosen
Johan Søren Ottosen, född den 31 januari 1859 i Hylke vid Skanderborg, död den 10 mars 1904 i Köpenhamn, var en dansk historiker och skolman.
Ottosen tog skolämbetsexamen 1885, var inspektör vid Efterslægtselskabets skola, därpå pedagogisk konsulent vid bokförlaget Nordisk Forlag samt 1901–03 medlem av folketinget. Hans livliga intresse för Sønderjylland ökades än mera efter hans äktenskap 1890 med Anna Martha Thyra Johannsen (1866–1928), dotter till danskpatrioten Gustav Johannsen. Bland hans arbeten om Sønderjylland märks Peter Hiort Lorenzens historiske Gærning (1896). Mest känd blev Ottosen genom sin skolbok Nordens Historie (1893) och en populär historisk handbok Vor Historie (3 band, 1901–04) samt genom den allmänt sjungna sången "Det haver saa nyligen regnet". Martha Ottosen skrev bland annat Danmarks Grænsevagt mot syd. Minder fra Flensborg (1917) samt skådespelet Fædrenes Jord (1913).